# Fri BikeShop
Fri BikeShop er en dansk kæde af cykelforhandlere. Det er Danmarks største cykelkæde der pr. 2021 består af 104 butikker fordelt i hele Danmark.
Fri BikeShop er en frivillig kæde af selvstændige butikker, som blev etableret i år 1985, hvor eksisterende cykelbutikker gik sammen for at danne en indkøbsforening. 
Tidligere blev kæden markedsført under navnet Fri Cykler frem til sit navneskift i foråret 2012, hvorefter kæden er blevet markedsført som Fri BikeShop. Ved navneskift bestod kæden af 70 butikker.
Under Fri BikeShop kæden findes Indkøbsforeningen Fri A.M.B.A. som har hovedsæde i Hinnerup, hvor indkøbs- og økonomiafdelingen hører til. Under ’Indkøbsforeningen Fri A.M.B.A' findes et selvstændigt datterselskab Fri Selskabet ApS, hvor Fri BikeShop’s webshop og markedsføring drives igennem.